# Lijst van beschermd erfgoed in de gemeente Junglinster
In deze lijst van beschermd erfgoed in de gemeente Junglinster zijn alle geclassificeerde nationale monumenten van de Luxemburgse gemeente Junglinster opgenomen.

## Monumenten per plaats

### Altlinster
| Object                       | Bouwjaar/architect | Locatie | Datum beschermd?     | Coördinaten | Afbeelding |
| ---------------------------- | ------------------ | ------- | -------------------- | ----------- | ---------- |
| Kapel en diens begraafplaats |                    |         | 7 februari 1984 (IS) |             |            |

### Beidweiler
| Object            | Bouwjaar/architect | Locatie              | Datum beschermd?     | Coördinaten | Afbeelding |
| ----------------- | ------------------ | -------------------- | -------------------- | ----------- | ---------- |
| boerderij A Ludes | 1770               | 5, Eeschwellerstroos | 5 augustus 2011 (IS) |             |            |

### Bourglinster
| Object                                                | Bouwjaar/architect | Locatie             | Datum beschermd?     | Coördinaten                 | Afbeelding |
| ----------------------------------------------------- | ------------------ | ------------------- | -------------------- | --------------------------- | ---------- |
| Kasteel van Bourglinster                              |                    |                     | 21 oktober 1982 (MN) | 49° 42' 9" NB, 6° 13' 2" OL |            |
| Gebouw                                                |                    | rue de Gonderange 2 | 5 oktober 2001 (MN)  |                             |            |
| Gebouw                                                |                    | rue d'Imbringen 9   | 26 oktober 2007 (MN) |                             |            |
| Twee reusachtige sequoia's (Sequoiadendron giganteum) |                    |                     | 29 maart 1974 (IS)   |                             |            |

### Eisenborn
| Object                                                                      | Bouwjaar/architect | Locatie              | Datum beschermd?      | Coördinaten | Afbeelding |
| --------------------------------------------------------------------------- | ------------------ | -------------------- | --------------------- | ----------- | ---------- |
| Gebouwen                                                                    |                    | rue de Blaschette 6  | 31 juli 2009 (MN)     |             |            |
| Gebouwen van «Château d'Eisenborn», het kasteel inclusief de tuin en vijver |                    | chemin de la Forêt 1 | 13 november 2009 (MN) |             |            |
| Kapel van Eisenborn                                                         |                    |                      | 5 november 2002 (IS)  |             |            |

### Eschweiler
| Object                        | Bouwjaar/architect | Locatie          | Datum beschermd?    | Coördinaten | Afbeelding |
| ----------------------------- | ------------------ | ---------------- | ------------------- | ----------- | ---------- |
| Gebouw met huizen en plaatsen |                    | rue de l'Ecole 2 | 5 oktober 2001 (MN) |             |            |

### Godbrange
| Object                                                          | Bouwjaar/architect | Locatie              | Datum beschermd?      | Coördinaten | Afbeelding |
| --------------------------------------------------------------- | ------------------ | -------------------- | --------------------- | ----------- | ---------- |
| Eik (Quercus sp.) groeiende op een plek genaamd «Beim Paarhaus» |                    |                      | 29 maart 1974 (IS)    |             |            |
| Gebouwen                                                        |                    | rue de Junglinster 1 | 20 februari 2008 (IS) |             |            |

### Gonderange
| Object                      | Bouwjaar/architect | Locatie         | Datum beschermd?        | Coördinaten | Afbeelding |
| --------------------------- | ------------------ | --------------- | ----------------------- | ----------- | ---------- |
| Huis                        |                    | 1, rue des Prés | 19 augustus 2011 (IS)   |             |            |
| Aanbouw rechts van het huis |                    | 1, rue des Prés | 12. September 2011 (IS) |             |            |

### Imbringen
| Object                                                                                          | Bouwjaar/architect | Locatie | Datum beschermd?   | Coördinaten | Afbeelding |
| ----------------------------------------------------------------------------------------------- | ------------------ | ------- | ------------------ | ----------- | ---------- |
| Jeneverbessen (Juniperus communis) groeiende op een plaats genaamd «op dem Imbringer Kneppchen» |                    |         | 29 maart 1974 (IS) |             |            |

### Junglinster
| Object                                         | Bouwjaar/architect | Locatie                | Datum beschermd?      | Coördinaten | Afbeelding |
| ---------------------------------------------- | ------------------ | ---------------------- | --------------------- | ----------- | ---------- |
| Parochiekerk Junglinster en oude begraafplaats |                    |                        | 28 december 1961 (MN) |             |            |
| Orgel geïnstalleerd in de parochiekerk         |                    |                        | 5 maart 2004 (MN)     |             |            |
| Gebouw «Flammant»                              |                    |                        | 6 maart 1979 (IS)     |             |            |
| Gebouwen                                       |                    |                        | 30 oktober 1998 (IS)  |             |            |
| Gebouw                                         |                    | 7, route de Luxembourg | 7 november 2012 (IS)  |             |            |

### Rodenbourg
| Object                                  | Bouwjaar/architect | Locatie            | Datum beschermd?      | Coördinaten | Afbeelding |
| --------------------------------------- | ------------------ | ------------------ | --------------------- | ----------- | ---------- |
| Gebouwen van de oude pastorie           |                    | rue d'Eschweiler 7 | 11 juli 2008 (MN)     |             |            |
| Parochiekerk Rodenbourg met meubilair   |                    |                    | 13 november 2009 (MN) |             |            |
| Boerderij met huis, schuren en plaatsen |                    | rue d'Eschweiler 2 | 2 maart 2000 (IS)     |             |            |
| Boerderij                               |                    | 2, rue d'Ernster   | 2 maart 2012 (MN)     |             |            |

## Bron
- Liste des immeubles et objets classés monuments nationaux ou inscrits à l'inventaire supplémentaire